# Cryptosula pallasiana
Cryptosula pallasiana es una especie de Bryozoa que forma colonias en el orden Cheilostomata. Es nativa del Océano Atlántico, donde se encuentra en el noroeste de Europa y el norte de África y la costa este de América del Norte. Se ha introducido accidentalmente en la costa occidental de América del Norte y en otras partes del mundo.

## Descripción
Cryptosula pallasiana es una especie de Bryozoa incrustante con colonias que se convierten en parches aproximadamente circulares con diámetros de unos pocos centímetros. Cada colonia se compone de una serie de organismos individuales llamados zooides. Cada zooide se encuentra en un bloque rectangular rígido llamada zooecium de hasta 1 mm (0.04 in) de largo y 0.5 mm (0.02 in) de ancho. Estos se colocan juntos en un patrón regular, irradiando desde la posición en la que se asentó el zooide fundador para comenzar la colonia, y la cabeza del zooide de cada hija está más alejada del centro de la colonia que de su pie. La superficie superior del zooecium tiene una abertura en el extremo de la cabeza y, a través de esto, el lofóforo del zooide se extiende para alimentarse. La abertura es un cuadrado de esquinas redondeadas y hay poros en la superficie superior del zooecium tanto por encima como por debajo. Las colonias son blancas, beige, rosa o naranja.

## Distribución
C. pallasiana es nativa del Océano Atlántico norte. En el lado este, su rango se extiende desde Noruega y el Reino Unido hasta el Mar Mediterráneo, el Mar Negro y Marruecos. En el lado oeste se extiende desde Nueva Escocia hasta Florida. Fue encontrado por primera vez en el Océano Pacífico en la década de 1940, primero en la Bahía de San Francisco y en la Bahía de Newport (California), y más tarde en otras partes de California, Columbia Británica, Washington y Oregón. En la década de 1960 se había informado de Japón, Hawái, Nueva Zelanda, Australia, Argentina y Chile. Es un organismo contaminante y se cree que se ha diseminado en los cascos de los buques, y posiblemente con la transferencia de ostras u otros mariscos.

## Ecología
Esta especie crece en aguas poco profundas en muchos tipos de superficie dura, incluyendo rocas, pilotes, diques, rompeolas, algas marinas, pastos marinos, mariscos, escombros flotantes y los cascos de los barcos. Otros invertebrados y peces juveniles encuentran hábitat adecuado alrededor de las colonias. Los zooides se alimentan extendiendo sus lofóforos y filtrando, extrayendo partículas de menos de 0.045 mm (0.002 in) de diámetro del agua. La babosa marina Okenia eolida se alimenta de briozoos incrustantes, incluida C. pallasiana , y ha sido transportada por todo el mundo con ellos.